# 総合研究大学院大学
総合研究大学院大学（そうごうけんきゅうだいがくいんだいがく、英語: The Graduate University for Advanced Studies）は、博士課程のみを置く日本の国立大学である。神奈川県三浦郡葉山町に本部を置く。略称は総研大（そうけんだい）。

## 概要
日本初の博士課程のみの国立大学院大学として1988年10月に開学した。5年一貫制博士課程および5年一貫制博士課程の3年次に編入する博士後期課程（一部については、博士後期課程のみ）を設置している。
教育研究組織は、基盤機関（大学共同利用機関である人間文化研究機構、自然科学研究機構、高エネルギー加速器研究機構、情報・システム研究機構の4つの大学共同利用機関法人に属する18の研究所および国立研究開発法人宇宙航空研究開発機構宇宙科学研究所を本学では基盤機関と称する）および大学本部（葉山キャンパス）で構成され、
世界最先端の研究拠点を教育の現場として、高い専門性を持った博士人材を育成する。
入学定員は、5年一貫課程58名・後期課程62名の計120名。

## 理念および目的
総研大は、国立大学法人法に定められているところの国立大学院大学である。国立大学院大学の目的は、時代の先を見据え、専門的かつ視野の広い研究者を育成し、公共の利益に資することとされている。
総研大は「世界最高水準の国際的な大学院大学として学術の理論及び応用を教育研究して、文化の創造と発展に貢献すること」を理念としている。この理念に基づき、「基礎学術分野において国際的に通用する高度の研究的資質を持つ広い視野を備えた研究者の育成」を大学の目的としている。

## 沿革
1980年頃までに岡崎国立共同研究機構（分子科学研究所）を中心に当時の国立大学共同利用機関が独自に大学教育を行う構想が起こった。1982年、国立大学共同利用機関所長懇談会が国立大学共同利用機関における大学院の設置についてを要望し、1986年に総合研究大学院創設準備調査室及び創設準備調査委員会が岡崎国立共同研究機構に設置され具体化が始まる。1988年5月総合研究大学院大学の設置を規定した「国立学校設置法の一部を改正する法律（1988(昭和63)年法律第67号）」公布、施行。1988年10月初の大学院博士後期課程だけの国立大学として創設された。
- 1988年10月 - 総合研究大学院大学が開学（数物科学研究科、生命科学研究科。共に博士後期課程）。キャンパスは各基盤機関所在地に同じ、本部（事務局）は神奈川県横浜市緑区長津田町4259（東京工業大学長津田キャンパス内）[4]。
- 1989年4月 - 文化科学研究科（博士後期課程）設置。3研究科で学生受入開始。
- 1995年2月 - 本部を神奈川県三浦郡葉山町（湘南国際村）に移転。葉山キャンパス開設。
- 1997年4月 - 先導科学研究科（博士後期課程）設置（葉山キャンパス内）。
- 1999年4月 - 先導科学研究科で学生受入開始。
- 2004年4月 - 国立大学法人法により国立大学法人総合研究大学院大学となる。数物科学研究科を物理科学研究科、高エネルギー加速器科学研究科、複合科学研究科の3研究科（共に博士後期課程）に改組。生命科学研究科に5年一貫制博士課程を併設。
- 2006年4月 - 物理化学研究科、高エネルギー加速器科学研究科、複合科学研究科に5年一貫制博士課程を併設。
- 2007年4月 - 先導科学研究科に5年一貫制博士課程を併設。生命体科学専攻と光科学専攻を生命共生体進化学専攻に改組。
- 2009年1月 - 基盤機関の独立行政法人メディア教育開発センター廃止により、平成21年度からの文化科学研究科メディア社会文化専攻の学生募集停止を発表[5]。
- 2017年3月 - 文化科学研究科メディア社会文化専攻を廃止。
- 2022年3月 - 一般社団法人「大学共同利用研究教育アライアンス（IU-REAL）」を、大学共同利用機関法人4機関（人間文化研究機構、自然科学研究機構、高エネルギー加速器研究機構、情報・システム研究機構）とともに設立[6]。
- 2022年4月 - 統合進化科学研究センター設置（葉山キャンパス内）。
- 2023年4月 - 全専攻が先端学術院先端学術専攻（20コース）に移行。

## 教育研究組織・基盤機関（設置キャンパス位置）
総合研究大学院大学は、大学共同利用機関が各機関内に大学院組織として先端学術院先端学術専攻を設置することにより教育研究組織が構成されている。
- 先端学術院先端学術専攻（20コース）
  - 人類文化研究 - 大学共同利用機関法人 人間文化研究機構 国立民族学博物館（大阪府吹田市）
  - 国際日本研究 - 大学共同利用機関法人 人間文化研究機構 国際日本文化研究センター（京都府京都市西京区）
  - 日本歴史研究 - 大学共同利用機関法人 人間文化研究機構 国立歴史民俗博物館（千葉県佐倉市）
  - 日本文学研究 - 大学共同利用機関法人 人間文化研究機構 国文学研究資料館（東京都立川市）
  - 日本語言語科学 - 大学共同利用機関法人 人間文化研究機構 国立国語研究所（東京都立川市）
  - 情報学 - 大学共同利用機関法人 情報・システム研究機構 国立情報学研究所（東京都千代田区）
  - 統計科学 - 大学共同利用機関法人 情報・システム研究機構 統計数理研究所（東京都立川市）
  - 素粒子原子核 - 大学共同利用機関法人 高エネルギー加速器研究機構 素粒子原子核研究所（茨城県つくば市）
  - 加速器科学 - 大学共同利用機関法人 高エネルギー加速器研究機構 加速器研究施設・共通基盤研究施設（茨城県つくば市）
  - 天文科学 - 大学共同利用機関法人 自然科学研究機構 国立天文台（東京都三鷹市）
  - 核融合科学 - 大学共同利用機関法人 自然科学研究機構 核融合科学研究所（岐阜県土岐市）
  - 宇宙科学 - 国立研究開発法人 宇宙航空研究開発機構 宇宙科学研究所（神奈川県相模原市中央区）
  - 分子科学 - 大学共同利用機関法人 自然科学研究機構 分子科学研究所（愛知県岡崎市）
  - 物質構造科学 - 大学共同利用機関法人 高エネルギー加速器研究機構 物質構造科学研究所（茨城県つくば市）
  - 総合地球環境学 - 大学共同利用機関法人 人間文化研究機構 総合地球環境学研究所（京都府京都市北区）
  - 極域科学 - 大学共同利用機関法人 情報・システム研究機構 国立極地研究所（東京都立川市）
  - 基礎生物学 - 大学共同利用機関法人 自然科学研究機構 基礎生物学研究所（愛知県岡崎市）
  - 生理科学 - 大学共同利用機関法人 自然科学研究機構 生理学研究所（愛知県岡崎市）
  - 遺伝学 - 大学共同利用機関法人 情報・システム研究機構 国立遺伝学研究所（静岡県三島市）
  - 統合進化科学 - 国立大学法人 総合研究大学院大学 統合進化科学研究センター（神奈川県三浦郡葉山町） - 大学本部

大学共同利用機関の設置する以下の研究拠点もキャンパスとして扱われる。
- 加速器科学 - 高エネルギー加速器研究機構東海キャンパス（茨城県那珂郡東海村）
- 天文科学 - 国立天文台水沢VLBI観測所（岩手県奥州市（旧水沢市））
- 天文科学 - 国立天文台野辺山宇宙電波観測所（長野県南佐久郡南牧村）
- 天文科学 - 国立天文台ハワイ観測所（アメリカ合衆国ハワイ州ハワイ島ヒロ）
- 天文科学 - 国立天文台チリ観測所（チリ・アタカマ砂漠）
- 極域科学 - 国立極地研究所昭和基地（南極・東オングル島）

## 研究教育の特徴

### 基本構成
総合研究大学院大学本部を中心として、各専攻を構成する基盤機関との間で協定を締結し、教員・研究者及び所属学生の受け入れを実施している。総合研究大学院大学では、国立大学法人法の規定により、大学院大学長を中心に各専攻を構成する機関の長が理事として大学理事会に参画している。大学本部における教育研究に関する重要事項は、葉山教授会にて審議される。
日本初の国立大学院大学として創立した当初は全研究科全専攻において博士後期課程のみの設置であったが、2004年度から2006年度にかけて文化科学研究科を除き各研究科とも段階的に5年一貫制博士課程へ移行した。
2023年4月1日、先端学術院を設置し、新たに国立国語研究所及び総合地球環境学研究所を、本学の基盤機関に迎え、すべての大学共同利用機関が基盤機関となる。
同時に、従前の6研究科の全専攻は、先端学術院先端学術専攻（20コース）に移行した。
これにより、学問分野の垣根を超え、基盤機関の多彩な教育リソースを全学でより柔軟に活用できるようになり教育環境の更なる充実が図られることになった。

### 研究教育の特徴
総合研究大学院大学の研究教育は、従前より、基盤機関を拠点に学問諸分野の高度で先端的な課題を中心に行う「分散型教育研究」と、大学全体として基盤機関の各専門分野を横断した教育研究を行う「総合型教育研究」があった。
研究科体制の下では、
先導科学研究科を除く研究科(文化科学研究科、自然科学研究科、高エネルギー加速器科学研究科、複合科学研究科)は、各専攻が設置されている基盤機関がそれぞれ教育研究を担当（分散型教育研究）し、学生は専攻が設置される基盤機関で研究活動を実施する。
先導科学研究科は、基盤機関及び葉山本部が緊密な連係・協力により共同して教育研究を実施する（総合型教育研究）。
先導科学研究科の学生は、基本的に大学本部がある葉山キャンパスを研究活動の中心とし、研究計画に応じて基盤機関に展開して研究指導等を受けることになっていた。
2023年4月、それまでの教育体制が見直され、全研究科は、先端学術院に改組された。
これは、刻々と変化する学術分野の動向や社会の要請を踏まえ、複合的・融合的な研究課題に取り組む博士人材の育成を目的としている。
基盤機関が有する高度に専門的なリソースを、より分野を超えて柔軟に活用できる体制とするため、先端学術専攻20コースが設置された。

### 葉山キャンパス
葉山キャンパスには大学本部、総合研究大学院大学付属図書館、統合進化科学研究センターが設置されている。入学式・学位記授与式、学生対象のオリエンテーション、国際シンポジウムや学術研究会及び学術成果発表会などが開催されている。

### キャンパス一覧
- 葉山(神奈川県) - 総合研究大学院大学 本部
- 吹田(大阪府) - 国立民族学博物館
- 桂坂(京都市西京区) - 国際日本文化研究センター
- 上賀茂(京都市北区) - 総合地球環境学研究所
- 土岐(岐阜県) - 核融合科学研究所
- 岡崎(愛知県) - 分子科学研究所、基礎生物学研究所、生理学研究所
- 三島(静岡県) - 国立遺伝学研究所
- 相模原(相模原市中央区) - 宇宙科学研究所
- 立川(東京都) - 国文学研究資料館、国立国語研究所、国立極地研究所
- 三鷹(東京都) - 国立天文台
- 千代田(東京都) - 国立情報学研究所
- 佐倉(千葉県) - 国立歴史民俗博物館
- つくば(茨城県) - 高エネルギー加速器研究機構
- 東海(茨城県) - 高エネルギー加速器研究機構
- 水沢(岩手県) - 国立天文台
- 野辺山(長野県) - 国立天文台
- ハワイ(アメリカ合衆国) - 国立天文台
- アタカマ(チリ共和国) - 国立天文台
- 昭和基地(南極) - 国立極地研究所

## 組織の変遷

### 1989年4月学生受入開始
- 数物科学研究科(1988年10月設置、1989年4月学生受入開始)
  - 構造分子科学専攻 - 愛知県岡崎市
  - 機能分子科学専攻 - 愛知県岡崎市
  - 加速器科学専攻 - 茨城県つくば市
  - 放射光科学専攻 - 茨城県つくば市
  - 統計科学専攻 - 東京都港区
- 生命科学研究科(1988年10月設置、1989年4月学生受入開始)
  - 遺伝学専攻 - 静岡県三島市
  - 分子生物機構論専攻 - 愛知県岡崎市
  - 生理科学専攻 - 愛知県岡崎市
- 文化科学研究科(1989年4月設置、1989年4月学生受入開始)
  - 地域文化学専攻 - 大阪府吹田市
  - 比較文化学専攻 - 大阪府吹田市
- 大学本部事務局 - 横浜市緑区

### 1997年4月先導科学研究科設置
- 数物科学研究科
  - 構造分子科学専攻 - 愛知県岡崎市
  - 機能分子科学専攻 - 愛知県岡崎市
  - 加速器科学専攻 - 茨城県つくば市
  - 放射光科学専攻 - 茨城県つくば市
  - 統計科学専攻 - 東京都港区
  - 天文科学専攻 - 東京都三鷹市(1992年4月設置、1992年4月学生受入開始)
  - 核融合科学専攻 - 名古屋市千種区(1992年4月設置、1992年4月学生受入開始)
  - 極域科学専攻 - 東京都板橋区(1993年4月設置、1993年4月学生受入開始)
- 生命科学研究科
  - 遺伝学専攻 - 静岡県三島市
  - 分子生物機構論専攻 - 愛知県岡崎市
  - 生理科学専攻 - 愛知県岡崎市
- 文化科学研究科
  - 地域文化学専攻 - 大阪府吹田市
  - 比較文化学専攻 - 大阪府吹田市
  - 国際日本研究専攻 - 京都市西京区(1992年4月設置、1992年4月学生受入開始)
- 先導科学研究科 - 神奈川県三浦郡葉山町(1997年4月設置、1999年4月学生受入開始)
  - 生命体科学専攻 - 全基盤機関による共同設置(1997年4月設置、1999年4月学生受入開始)
  - 光科学専攻 - 全基盤機関による共同設置(1998年4月設置、1999年4月学生受入開始)
- 大学本部事務局 - 神奈川県三浦郡葉山町(1995年2月葉山キャンパス開設)

### 2003年10月国立大学法人化法公布、施行
- 数物科学研究科
  - 構造分子科学専攻 - 愛知県岡崎市
  - 機能分子科学専攻 - 愛知県岡崎市
  - 加速器科学専攻 - 茨城県つくば市
  - 物質構造科学専攻 - 茨城県つくば市(1998年4月放射光科学専攻名称変更)
  - 素粒子原子核専攻 - 茨城県つくば市(1999年4月設置、1999年4月学生受入開始)
  - 統計科学専攻 - 東京都港区
  - 天文科学専攻 - 東京都三鷹市
  - 核融合科学専攻 - 岐阜県土岐市(1997年7月移転)
  - 極域科学専攻 - 東京都板橋区
  - 情報学専攻 - 東京都千代田区(2002年4月設置、2002年4月学生受入開始)
  - 宇宙科学専攻 - 神奈川県相模原市(2003年4月設置、2003年4月学生受入開始)
- 生命科学研究科
  - 遺伝学専攻 - 静岡県三島市
  - 分子生物機構論専攻 - 愛知県岡崎市
  - 生理科学専攻 - 愛知県岡崎市
- 文化科学研究科
  - 地域文化学専攻 - 大阪府吹田市
  - 比較文化学専攻 - 大阪府吹田市
  - 国際日本研究専攻 - 京都市西京区
  - 日本歴史研究専攻 - 千葉県佐倉市(1999年4月設置、1999年4月学生受入開始)
  - メディア社会文化専攻 - 千葉市若葉区(2001年4月設置、2001年4月学生受入開始)
  - 日本文学研究専攻 - 東京都品川区(2003年4月設置、2003年4月学生受入開始)
- 先導科学研究科 - 神奈川県三浦郡葉山町
  - 生命体科学専攻 - 全基盤機関による共同設置
  - 光科学専攻 - 全基盤機関による共同設置
- 大学本部事務局 - 神奈川県三浦郡葉山町

### 2004年4月数物科学研究科改組
- 文化科学研究科
  - 地域文化学専攻 - 大阪府吹田市
  - 比較文化学専攻 - 大阪府吹田市
  - 国際日本研究専攻 - 京都市西京区
  - 日本歴史研究専攻 - 千葉県佐倉市
  - メディア社会文化専攻 - 千葉市若葉区
  - 日本文学研究専攻 - 東京都品川区
- 物理科学研究科
  - 構造分子科学専攻 - 愛知県岡崎市
  - 機能分子科学専攻 - 愛知県岡崎市
  - 天文科学専攻 - 東京都三鷹市
  - 核融合科学専攻 - 岐阜県土岐市
  - 宇宙科学専攻 - 神奈川県相模原市
- 高エネルギー加速器科学研究科
  - 加速器科学専攻 - 茨城県つくば市
  - 物質構造科学専攻 - 茨城県つくば市
  - 素粒子原子核専攻 - 茨城県つくば市
- 複合科学研究科
  - 統計科学専攻 - 東京都港区
  - 極域科学専攻 - 東京都板橋区
  - 情報学専攻 - 東京都千代田区
- 生命科学研究科
  - 遺伝学専攻 - 静岡県三島市
  - 分子生物機構論専攻 - 愛知県岡崎市
  - 生理科学専攻 - 愛知県岡崎市
- 先導科学研究科 - 神奈川県三浦郡葉山町
  - 生命体科学専攻 - 全基盤機関による共同設置
  - 光科学専攻 - 全基盤機関による共同設置
- 大学本部事務局 - 神奈川県三浦郡葉山町
  - 葉山高等研究センター - 神奈川県三浦郡葉山町

### 2007年4月先導科学研究科改組
- 文化科学研究科
  - 地域文化学専攻 - 大阪府吹田市
  - 比較文化学専攻 - 大阪府吹田市
  - 国際日本研究専攻 - 京都市西京区
  - 日本歴史研究専攻 - 千葉県佐倉市
  - メディア社会文化専攻 - 千葉市若葉区
  - 日本文学研究専攻 - 東京都品川区
- 物理科学研究科
  - 構造分子科学専攻 - 愛知県岡崎市
  - 機能分子科学専攻 - 愛知県岡崎市
  - 天文科学専攻 - 東京都三鷹市
  - 核融合科学専攻 - 岐阜県土岐市
  - 宇宙科学専攻 - 神奈川県相模原市
- 高エネルギー加速器科学研究科
  - 加速器科学専攻 - 茨城県つくば市
  - 物質構造科学専攻 - 茨城県つくば市
  - 素粒子原子核専攻 - 茨城県つくば市
- 複合科学研究科
  - 統計科学専攻 - 東京都港区
  - 極域科学専攻 - 東京都板橋区
  - 情報学専攻 - 東京都千代田区
- 生命科学研究科
  - 遺伝学専攻 - 静岡県三島市
  - 基礎生物学専攻 - 愛知県岡崎市(2005年4月分子生物機構論専攻名称変更)
  - 生理科学専攻 - 愛知県岡崎市
- 先導科学研究科(生命体科学専攻・光科学専攻を改組)
  - 生命共生体進化学専攻 - 神奈川県三浦郡葉山町
- 大学本部事務局 - 神奈川県三浦郡葉山町
  - 葉山高等研究センター - 神奈川県三浦郡葉山町

### 2022年4月統合進化科学研究センター設置
- 文化科学研究科
  - 地域文化学専攻 - 大阪府吹田市
  - 比較文化学専攻 - 大阪府吹田市
  - 国際日本研究専攻 - 京都市西京区
  - 日本歴史研究専攻 - 千葉県佐倉市
  - メディア社会文化専攻 - 千葉市若葉区（2009年4月学生募集停止、2017年3月専攻廃止）
  - 日本文学研究専攻 - 東京都立川市(2008年3月移転)
- 物理科学研究科
  - 構造分子科学専攻 - 愛知県岡崎市
  - 機能分子科学専攻 - 愛知県岡崎市
  - 天文科学専攻 - 東京都三鷹市
  - 核融合科学専攻 - 岐阜県土岐市
  - 宇宙科学専攻 - 相模原市中央区
- 高エネルギー加速器科学研究科
  - 加速器科学専攻 - 茨城県つくば市
  - 物質構造科学専攻 - 茨城県つくば市
  - 素粒子原子核専攻 - 茨城県つくば市
- 複合科学研究科
  - 統計科学専攻 - 東京都立川市(2009年10月移転)
  - 極域科学専攻 - 東京都立川市(2009年5月移転)
  - 情報学専攻 - 東京都千代田区
- 生命科学研究科
  - 遺伝学専攻 - 静岡県三島市
  - 基礎生物学専攻 - 愛知県岡崎市
  - 生理科学専攻 - 愛知県岡崎市
- 先導科学研究科
  - 生命共生体進化学専攻 - 神奈川県三浦郡葉山町
- 大学本部事務局 - 神奈川県三浦郡葉山町
  - 学融合推進センター - 神奈川県三浦郡葉山町（2010年4月葉山高等研究センター名称変更、2018年4月廃止）
  - 統合進化科学研究センター - 神奈川県三浦郡葉山町

### 2023年4月先端学術院設置
- 先端学術院
  - 先端学術専攻
    - 人類文化研究 - 大阪府吹田市
    - 国際日本研究 - 京都市西京区
    - 日本歴史研究 - 千葉県佐倉市
    - 日本文学研究 - 東京都立川市
    - 日本語言語科学 - 東京都立川市
    - 情報学 - 東京都千代田区
    - 統計科学 - 東京都立川市
    - 素粒子原子核 - 茨城県つくば市
    - 加速器科学 - 茨城県つくば市
    - 天文科学 - 東京都三鷹市
    - 核融合科学 - 岐阜県土岐市
    - 宇宙科学 - 相模原市中央区
    - 分子科学 - 愛知県岡崎市
    - 物質構造科学 - 茨城県つくば市
    - 総合地球環境学 - 京都市北区
    - 極域科学 - 東京都立川市
    - 基礎生物学 - 愛知県岡崎市
    - 生理科学 - 愛知県岡崎市
    - 遺伝学 - 静岡県三島市
    - 統合進化科学 - 神奈川県三浦郡葉山町
- 大学本部事務局 - 神奈川県三浦郡葉山町
  - 統合進化科学研究センター - 神奈川県三浦郡葉山町

## 専攻の廃止
政府による独立行政法人整理合理化計画に基づき2009年3月末で基盤機関であった独立行政法人メディア教育開発センターが廃止されたため、当該基盤機関設置のメディア社会文化専攻は学生募集停止とし、残存組織とともに放送大学学園へ移管された。移管後は、基盤機関を放送大学ICT活用・遠隔教育センター（2013年度より放送大学教育支援センターに改称）として学生募集停止のまま引き続き存置されていたが、2017年3月31日で放送大学学園における博士後期課程設置を理由として完全に廃止された。

## 大学関係者一覧

### ノーベル賞
- 小林誠 - 高エネルギー加速器科学研究科 名誉教授 (1999年から本学教授、2003年から2006年まで素粒子原子核専攻長) - 2008年物理学賞
- 大隅良典 - 生命科学研究科 名誉教授 (1996年から2009年まで本学教授、2008年から2009年まで生命科学研究科長) - 2016年生理学・医学賞

## 所在地
- 大学本部所在地：〒240-0193 神奈川県三浦郡葉山町上山口1560-35（湘南国際村）
- 各専攻所在地：各専攻コースを設置する基盤機関の所在地と同じ。